# 家燕媽媽藝術中心
家燕媽媽藝術中心是香港一所私營的演藝培訓機構，招生對象以未成年人為主，由童星出身的資深藝人薛家燕創立，因旗下少女表演團體Honey Bees，及有多位香港女藝人在童年時都曾是該中心學員而聞名。

## 沿革
家燕媽媽藝術中心由薛家燕創立於2004年，位於香港觀塘。2009年薛家燕長女石祐珊開始參與經營。2011年成立少女表演團體Honey Bees。該校在2010年代中期已在多個中國大陸城市設有分校。

## 學生
薛家燕的學生在香港娛樂界的發展廣泛，主要被培育的表演藝術包含演戲、歌唱、舞蹈，在各種劇集、節目全民造星及節目聲夢傳奇均有表現，在這些人當中有部分參與過隊伍Honey Bees，像是坂部佩莎、榛綦、Cloud。其中有很多人參加香港選秀節目聲夢傳奇系列取得不錯的表現。
參加過家燕媽媽藝術中心的學生們舉例而言有參與過韓國女團CLC的成員如莊錠欣、成為演員者如區明妙、成為2021年度香港小姐競選冠軍的宋宛穎、獲得2022年度叱咤樂壇生力軍女歌手金獎的雲浩影。

## 爭議
在中國大陸選秀節目《中國新聲代》、美國才藝節目《America's Got Talent》演唱而揚名的「小巨肺」譚芷昀，早年亦曾獲薛家燕提攜，家燕媽媽藝術中心曾一度稱譚芷昀為學生，她父親譚順生亦曾在該中心任職歌唱導師。但後來薛家燕指責譚順生私下將該中心的學生招攬至自己開設的歌唱學校。